# Christopher Ewing
Christopher Mark Ewing a Dallas című sorozat egyik főszereplője. Christopher a néhai Pamela Barnes Ewing és Bobby Ewing adoptált fia. Joshua Harris játszotta az eredeti sorozatban, 1985-től 1991-ig. Az 1996-os Dallas: Jockey visszatér című filmben Chris Demetral játszotta. 2012-től Jesse Metcalfe alakítja az új Dallasban.

## Színészek
Christopher legelőször csecsemőként jelenik meg 1981. december 11-én, és ekkor Eric Farlow játszotta. 1985-től a gyermek Joshua Harris játszotta egészen a sorozat végééig. A Knots Landing spin-off szériában is megjelent 1982-ben. Az 1996-os Dallas: Jockey visszatér című filmben Chris Demetral játszotta.

## Jellemzés
Gyerekként, Christopher egy bájos, és gyengéd szívű fiú volt, de kicsit zavaros családban élt. Időnként Christopher nagyon érzékeny volt, és sokszor elszomorodott, hogy édesanyját, Pamelát tragikus módon elveszítette. Mivel fogadott fiú volt, így mindig üldözte a tény, hogy ő nem "igazi" Ewing.

## Történet

### Eredeti sorozat
Kristin Shepard, Samantha húga, levelet küldött Jockeynak, hogy az ő gyermekét szülte meg. A kokainfüggő Kristin Los Angelesben telepedett le, ahol összeházasodott a drogdíler Jeff Faradayjel. Tőle született Christopher 1981. augusztus 18-án. Ezek után Kristin visszatért Dallasba, azzal az állítással, hogy Christopher Jockey fia, és megpróbál pénzt kicsikarni tőle. Amikor Kristin megfullad a southforki medencében, Jeff kapcsolatba lép Bobby Ewinggal, aki megvásárolja tőle Christophert 25 000 dollárért. Bobby eredetileg Jockeynak viszi haza Christophert, hogy "bemutassa" a fiát, de Pamela meglátja nála a kisfiút, és azt hiszi, hogy neki hozta. Ettől Pamela rögtön felgyógyult a depressziójából, és boldog anyaként nevelte Christophert. Faraday később visszatért egy kiegészítő dokumentációval, ami Kristinnel és Christopherrel kapcsolatos. 
Miután Faradayt megölték, Bobby és Pamela Kaliforniába utazott, hogy kiderítse, hogy mi történt Kristinnel, mielőtt visszatért volna Dallasba. itt kiderítik, hogy Kristin elvetélt Jockey gyerekével. Aztán férjhez ment Faradayhez, akitől teherbeesett Christopherrel. 1983-ban Pamela anyja Rebecca meghalt, és egy nagy vagyonkezelői alapot hagyott Christopherre. Bobby és Pamela ebben az évben elváltak, és ezután, Christopher Pamelával élt. Christopher nagyon boldog volt, amikor a szülei újraházasodtak 1986-ban, és visszaköltöztek Southfork-ba, ahol újra találkozott unokatestvérével, Johhny-val. 1987-ben Christopher és Johnny lövöldözőset játszottak, és Samantha kiküldte őket az udvarra játszani. Christopher nem talált játékpisztolyt, így elvette Bobby revolverét, és kis bújócskázás után elsütötte a fegyvert, de szerencsére csak az ablaküveg tört be.

Chris az édesanyjával, Pamelával 1983-ban.

1987 májusában Christophert felkavarta, amikor véletlenül meghallotta, hogy a nagyszülei éppen az örökbefogadásáról beszélgetnek. A szülei megvigasztalták és elmagyarázták neki, hogy miért nem mondták el neki az igazat. Christopher élete a feje tetejére állt, amikor Pamela tragikus autóbalesetet szenvedett, és Bobby nem engedte be a kórházba. Christopher azt hitte, hogy azért nem engedik be a kórházba, mert csak örökbefogadták. Nem sokkal azután, hogy Pamela eltűnt a kórházból, Bobby kapott egy levelet tőle, amiben leírta, hogy azt szeretné, ha úgy emlékeznének rá, amilyen régen volt, és hogy soha többé nem tér vissza. Christopher keserű és dühös lett, amikor Pamela el akart válni Bobbytól. Később felbukkant Lisa Alden, Jeff Faraday húga, és el akarta venni Chris-t Bobbytól. Lisa viszont elvesztette a pert, amikor is a bíró megkérdezte a fiút, hogy kivel akar élni. Christopher az édesapját, Bobbyt választotta.
1989-ben Christopher és Johnny Jockey új feleségéről, Callyről beszélgettek, és megállapították, hogy minden nő csak bajt okoz. Amikor Johnny kapott egy motorkerékpárt, Jamestől, a féltestvérétől Christopher egyedül maradt. Christopher mérgében dartsot dob Johnny képére. 1990-ben, Bobby és April összeházasodtak, és Christopher elfogadta ezt a tényt. Azonban a boldogság rövid életű lett: Aprilt meggyilkolták a nászúton. 1991-ben, Johnny elköltözött Londonba az édesanyjához, és üzent Christophernek, hogy nagyon hiányzik neki, és szeretné ha meglátogatná. A fiú 1991 májusában meg is látogatta Johnnyt.

### Dallas (televíziós sorozat, 2012)
A Dallas folytatásában 2012-ben, Christopher már felnőtt ember. Christopher az alternatív energiaforrásokkal kísérletezik, mint a metán, a jég, miközben Johnny pedig Southforkot készül feltúrni a hatalmas mennyiségű olajért. Christopher és Johnny csúnyán összevesztek, mert a fiú folyamatosan azzal piszkálta, hogy nem is "igazi" Ewing. Christopher már nős ember a felesége Rebecca Sutter lett, de még mindig szerelmes volt egykori menyasszonyába, Elena Ramos-ba. De aztán kiderült, hogy Rebecca és az ő állítólagos testvére, Tommy küldték az e-mailt Christopher nevében Elenának, és ezzel tönkretették az esküvőjüket. Christopher azt akarta, Rebecca örökre tűnjön el az életéből. Minden megváltozott azonban, amikor Christopher megtudta, hogy Rebecca ikreket vár tőle.
Emiatt úgy döntött, hogy ad még egy esélyt Rebeccának még egy esélyt, hogy a gyermekeik boldog családi légkörben nőhessenek fel. Christopher viszont kiderítette, hogy Tommy és Rebecca nem is testvérek, amikor is telefonon beszélt az igazi testvérével. Ezek után dühösen kijelentette, hogy befejezi a házasságát Rebeccával egyszer és mindenkorra, és azt mondta neki, hogy mindent meg fog tenni azért, hogy a gyerekei nála lehessen, amíg Rebecca a börtönben fog ülni. Christopher újra összejött Elenával, aki szakított Johnny-val.
A második évadban kiderült, hogy Rebecca Sutter valójában Pamela Rebecca Barnes, aki Cliff Barnes és Afton Cooper lánya. Így az is kiderült, hogy ő Christopher adoptált unokatestvére. A házasságuk érvénytelenítve lett 2013-ban, de előtte a fúrótornyon történt robbanás következtében Pamela Rebecca elvetélt az ikrekkel. Ezután ő is Christopher megbékéltek egymással, főleg azután hogy kiderült, hogy Cliff szándékosan robbantatta fel a tornyot, pedig tudta, hogy a lánya terhes és ott van a tornyon. Ezután Christopher és Elene újra eljegyezték egymást, de újra szakítottak, amikor kiderült hogy Elena hazudott a bátyjával, Drew-al kapcsolatban. Christopher viszont ismét megtalálta a boldogságot, összejött Southfork egyik fiatal farmerlányával, Heather-el.
Nicholas Trevino utasítására Christopher autójába bombát rejtettek el, majd ennek felrobbanásakor Christopher életét vesztette.

## Fordítás
- Ez a szócikk részben vagy egészben  a   Christopher Ewing című angol Wikipédia-szócikk fordításán alapul.  Az eredeti cikk szerkesztőit annak laptörténete sorolja fel. Ez a jelzés csupán a megfogalmazás eredetét és a szerzői jogokat jelzi, nem szolgál a cikkben szereplő információk forrásmegjelöléseként.